# Poecilotheria smithi
Poecilotheria smithi là một loài nhện trong họ Theraphosidae.
Loài này thuộc chi Poecilotheria. Poecilotheria smithi được miêu tả năm 1996 bởi Kirk.